# István Gyulai
István Gyulai (ur. 21 marca 1943 w Budapeszcie, zm. 12 marca 2006 w Monte Carlo) – lekkoatleta, komentator węgierskiej telewizji oraz sekretarz generalny IAAF.
W przeszłości był lekkoatletą specjalizującym się w biegach sprinterskich. Był 28-krotnym mistrzem kraju, dwukrotnie zdobywał medale na uniwersjadzie – złoty w 1963, w sztafecie 4 × 100 metrów oraz srebrny w 1965, w sztafecie 4 × 400 metrów. Był uczestnikiem Igrzysk Olimpijskich w Tokio. Wielokrotnie ustanawiał rekordy kraju w biegach sztafetowych.
Jego żona Olga Kazi także była lekkoatletką, ich synowie: Márton i Miklós Gyulai byli bobsleistami, Miklós uprawiał także biegi sprinterskie.
István Gyulai po zakończeniu kariery sportowej rozpoczął pracę jako komentator sportowy w węgierskiej telewizji, zaś na początku lat 90. kierował redakcją sportową (Telesport) w tamtejszej telewizji publicznej. Był również członkiem rady IAAF w latach 1984–2001, a od 1991 roku był sekretarzem generalnym. Był także osobą odpowiedzialną za organizację wielu imprez międzynarodowych na terenie Węgier m.in. halowych mistrzostw świata w 1989 oraz mistrzostw świata w biegach przełajowych w 1994.
W październiku 2006 na jego cześć nazwano stadion lekkoatletyczny w Debreczynie – Gyulai István Atlétikai Stadion, gdzie w lipcu 2007 zorganizowano młodzieżowe mistrzostwa Europy a pięć lat później w Budapeszcie zorganizowano pierwszy memoriał Istvána Gyulaiego.